# 高信源
高信源 （1995年12月11日—），韓國男歌手，為Cube娛樂旗下的男子組合PENTAGON，擔任副唱、門面。

## 經歷
2014年，曾於EXO BWCW 限定紀念商店Cafe工作

，其後進入Cube。
2016年，5月2日，出道節目《PENTAGON MAKER》播出。
2016年，10月10日，以PENTAGON成員出道，擔任副唱、門面。
2023年，12月21日，以社會要員身份入伍服役。

## 創作作品
韓國音樂著作權協會
| 姓名   | 登記名字    | 編號                            | 歌曲列表      |
| ------ | ----------- | ------------------------------- | ------------- |
| 高信源 | 신원/고신원 | 10019475 （页面存档备份，存于） | [ 14 ] [ 15 ] |

## 外部連結
- CUBE娛樂 - PENTAGON
- PENTAGON的Daum Cafe
- PENTAGON的X（前Twitter）
- PENTAGON的Instagram帳戶
- PENTAGON的Facebook專頁
- PENTAGON （页面存档备份，存于）官方V LIVE頻道
- YouTube上的PENTAGON頻道（英文）
- PENTAGON Staff的X（前Twitter）
- PENTAGON的新浪微博

個人連結
- goprofashional的Instagram帳戶